# Instalacja fotowoltaiczna
Instalacja fotowoltaiczna – instalacja elektryczna, w której jednym ze źródeł zasilania jest element fotowoltaiczny.

## Budowa instalacje fotowoltaicznych
Instalacja fotowoltaiczna składa się z fotowoltaicznego źródła energii elektrycznej będącego modułem lub zespołem połączonych modułów fotowoltaicznych, aż do połączenia z instalacją odbiorczą.
W przypadku, gdy odbiornik pobiera prąd stały można wyróżnić instalacje:
- zasilane bezpośrednio ze źródła fotowoltaicznego;
- zasilane ze źródła fotowoltaicznego poprzez urządzenia dostosowujące napięcie zasilania oraz natężenie prądu;
- wyposażone w magazyn energii.

W przypadku, gdy odbiornik pobiera prąd przemienny w instalacjach stosuje się dodatkowo falownik.

## Podział instalacji fotowoltaicznych
Ze względu na funkcjonowanie instalacji fotowoltaicznych można je podzielić na pracujące:
- bez podłączenia do publicznej sieci rozdzielczej (tzw. instalacja off-grid);
- równolegle z publiczną siecią rozdzielczą (tzw. instalacja on-grid);
- jako alternatywne zasilania w stosunku do publicznej sieci publicznej.

Zgodnie z Ustawą z dnia 20 lutego 2015 r. o odnawialnych źródłach energii instalacji fotowoltaiczne można podzielić na:
- małe instalacje fotowoltaiczne;
- mikroinstalacje fotowoltaiczne;
- pozostałe.